# Edestus
Edestus é um gênero de peixe holocéfalo eugeneodontídeo que viveu nos oceanos durante o Carbonífero tardio. Todas as espécies são conhecidas por seus dentes.
Semelhantemente a seus parentes, como o Helicoprion, os dentes das espécies de Edestus cresciam em apêndices curvos, e os dentes não caíam quando envelheciam. No caso dos Edestus, havia apenas uma fileira de dentes na mandíbula e no maxilar, de modo que sua boca lembraria uma monstruosa tesoura serrilhada.
Porque os dentes eram afiados e serrilhados, presume-se que todas as espécies eram carnívoras. A maneira exata como eles capturariam e comeriam suas presas, assim como sua aparência, permanece pura especulação até um fóssil mais completo (especialmente de um crânio) ser encontrado.

## Galeria

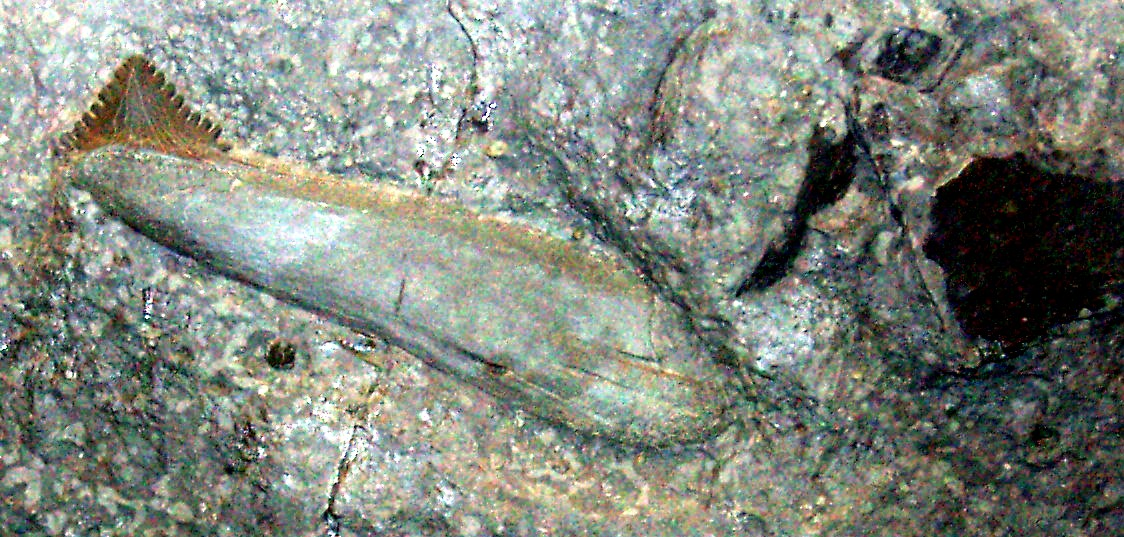
Fóssil Edestus heinrichi
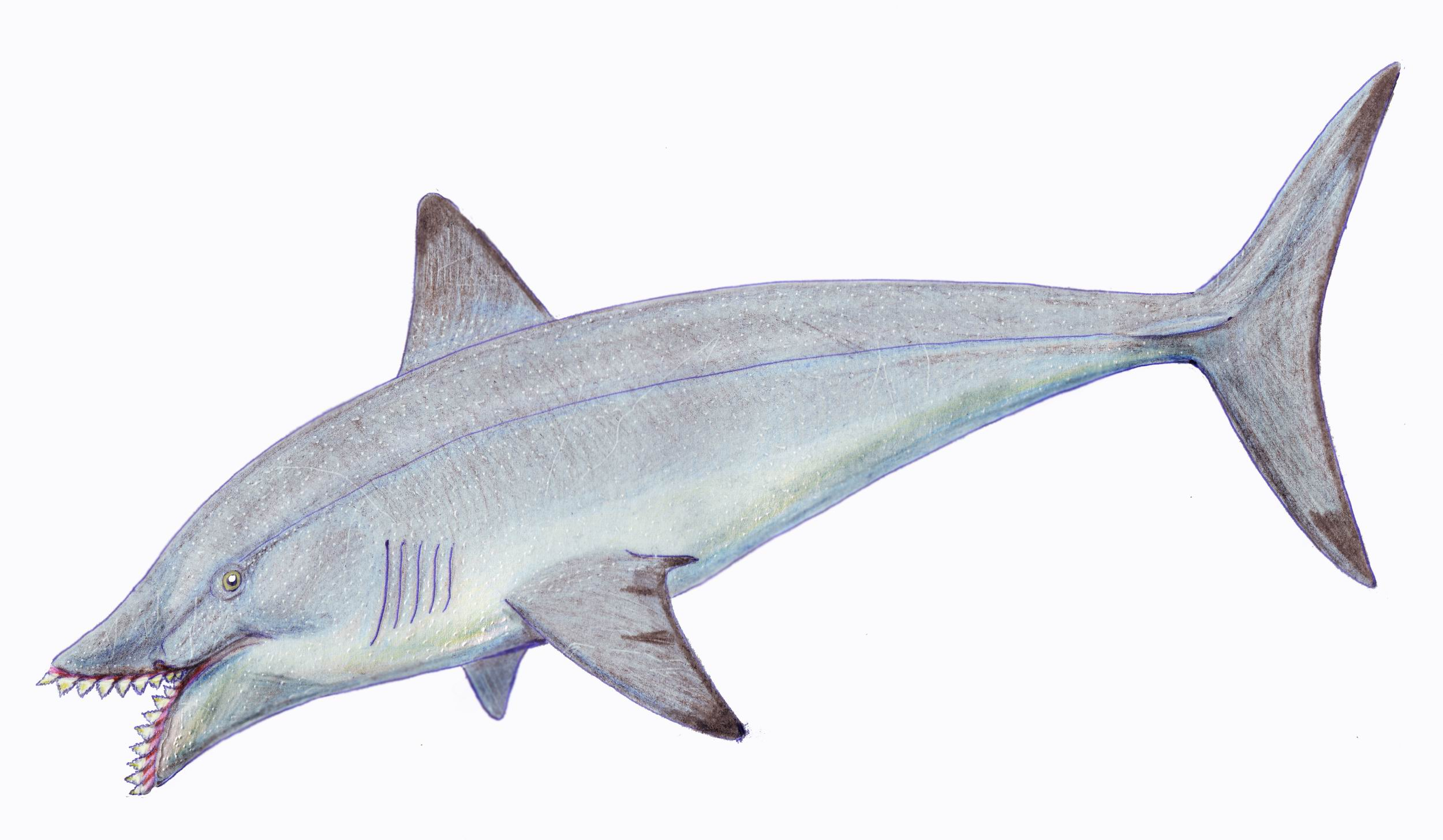
Representação especulativa do Edestus giganteus

## Nota
- Este artigo foi inicialmente traduzido, total ou parcialmente, do artigo da Wikipédia em inglês cujo título é «Edestus», especificamente desta versão.